# جريمة على النيل (مسرحية)
جريمة على النيل، (بالإنجليزية: Murder on the Nile) هي مسرحية من إنشاء وتأليف الكاتبة الإنجليزية أجاثا كريستي، صدرت عام 1944، وهي تستند إلى روايتها "الموت على النيل" التي صدرت عام 1937. وقد كانت المسرحية من إخراج كلود غرني.

## خلفية
المسرحية مستندة إلى رواية أغاثا كريستي "الموت على النيل" التي صدرت عام 1937، والتي كانت في الأصل مسرحية تحمل اسم "قمر على النيل". بعد كتابة الرواية، قررت أغاثا كريستي أن أفضل صيغة لها أن تكون ككتاب، ولم تقم بإعادة إحياء النسخة المسرحية إلا في عام 1942 عندما كانت تعمل على النسخة المسرحية من رواية "ثم لم يبق أحد"، وكان صديقها الممثل فرانسيس إل. سوليفان يبحث عن مسرحية تظهر فيها شخصية هيركيول بوارو. استمرت المناقشات حتى أكتوبر، حيث كانت كريستي قد سئمت من شخصية بوارو وتمنت استبعاده من العمل تمامًا. نجحت في إقناع سوليفان بذلك عندما وعدت بإضافة دور كاهن للكنيسة ليؤديه.
بمجرد العثور على الدعم، بدأت البروفات في يناير 1944 في داندي، حيث انضمت كريستي بحماس، وقد أحبّت المسرح. عُرضت المسرحية لأول مرة في 17 يناير في مسرح داندي للدراما، وقد تم تغيير اسم المسرحية إلى "الأفق المخفي". لأسباب غير محددة في سيرتها الذاتية، يبدو أن هذه البروفات والخطط لعرض المسرحية تعرضت لتأخيرات في العثور على مسرح في لندن. ولم تساعد ردود الفعل النقدية الفاترة على مسرحية "موعد مع الموت" عند افتتاحها في مارس 1945، وكان هناك مشكلة أخرى تتمثل في اعتراض مسؤول من وزارة العمل على وجود خادمة في طاقم الشخصيات. في النهاية، افتتحت المسرحية تحت اسم "جريمة على النيل" في ويست إند في 19 مارس 1946 في مسرح السفراء، حيث سيفتتح بعد ست سنوات مسرح "فخ الفأر". بحلول ذلك الوقت، لم يعد سوليفان ضمن طاقم العمل.
تتميز المسرحية بعدد أقل من الشخصيات، حيث تم دمج شخصيات متعددة من الرواية: تم دمج ماري فان شايكل وMrs. Allerton في شخصية هيلين فوليوت-فولكس، بينما أصبحت كورنيليا روبسون، ميس باورز، ورزالي أوتربورن شخصية كريستينا غرانت. ويليام سميث هو مزيج من السيد فيرغسون وتيم أليتون، في حين أن الشخصيات الثلاثة هيركيول بوارو، أندرو بينينغتون وجيم فانتورب أصبحت كاهن أمبروز بنفاذر. بالإضافة إلى ذلك، تغير لقب سيمون دويل إلى موستين، وأصبح لينيت ريدجواي الآن كاي، وجاكولين دي بيلفورت تحولت إلى جاكولين دي سيفيراك. تم حذف شخصيات سالومي أوتربورن، سيجنور ريكتي، والعقيد رايس من الحبكة.

## المشاهد
الفصل الأول: على الباخرة "لوتس" في فترة ما بعد الظهر.
الفصل الثاني:
المشهد 1: نفس المكان؛ بعد ثلاثة أيام.
المشهد 2: نفس المكان؛ بعد خمس دقائق.
الفصل الثالث: نفس المكان؛ في صباح اليوم التالي.

## الشخصيات
- - باعة الخرز: بائعون مزعجون لمقتنيات رخيصة.
- - النادل: رئيس النُدل.
- - Miss Helen ffoliot-ffoulkes: سيدة ثرية وذات نظرة متعالية.
- - كريستينا غرانت: ابنة أختها.
- - ويليام سميث: اشتراكي يتمتع بروح الدعابة.
- - لويز: خادمة كاي موستين.
- - الدكتور بيسنر: طبيب نفساني وطبيب.
- - كاي موستين: "أغنى فتاة في إنجلترا".
- - سيمون موستين: زوج كاي.
- - كاهن أمبروز بنفاذر: عم كاي ووصيها.
- - جاكولين دي سيفيراك: صديقة كاي السابقة وخطيبة سيمون السابقة.
- - ماكنوت: كابتن باخرة "لوتس".[3]

## طاقم التمثيل
- ريتشارد سبرانجر
- كريستماس غروس
- جيمس روبرتس
- هيلين هايز
- جوانا ديرين
- رونالد ميلر
- جاكلين روبرت
- هوغو شوستر
- إيفان براندت
- روزماري سكوت
- ديفيد هورن
- فيفيان بينيت
- والتر ليندسي